# Lifehouse
Lifehouse ist eine US-amerikanische Rockband aus Malibu, Kalifornien.

## Bandgeschichte
Das erste Album von Lifehouse mit dem Titel No Name Face erschien 2000. Es beinhaltet Songs, in denen der Sänger von Frustrationen und Hoffnungen erzählt. Aus diesem Album stammt ihr bislang größter Hit Hanging by a Moment.
Das zweite Lifehouse-Album, Stanley Climbfall, erschien im Jahr 2002. Es ist textlich weitaus neutraler. So sagte Wade, er habe bei diesem Album nicht zu sehr verkrampft herangehen wollen und einfach das geschrieben, was ihm durch den Kopf ging, ohne eigene persönliche Dinge zu verwerten.
Ihr drittes, selbstbetiteltes Album erschien im Mai 2005. Für dieses trennte die Band sich von ihrem Bassisten Sergio Andrade und dem zweiten Gitarristen Sean Woolstenhulme. Auf dem Album wirkten einige Co-Schreiber mit. Mit der Singleauskopplung You and Me konnte die Band in den Vereinigten Staaten Platz 5 erreichen. Im deutschsprachigen Raum verfehlte der Titel zwar eine Chartplatzierung, wurde jedoch von den Radiostationen angenommen.
Im Laufe ihrer Karriere wurden Lifehouse immer wieder Konkurrenzkämpfe mit der Band The Calling nachgesagt, da diese ihren Gitarristen Sean Woolstenhulme an Lifehouse verloren hatten.
Ihr viertes Album Who We Are ist am 19. Juni 2007 im amerikanischen Handel erschienen. In Europa wurde es eine Woche später veröffentlicht. Die Band war im Frühjahr 2007 auf dreimonatiger US-Tour mit Goo Goo Dolls.
Das fünfte Album Smoke & Mirrors wurde nach mehrmaliger Verzögerung am 7. Mai 2010 in Deutschland veröffentlicht. Die erste Single aus diesem Album Halfway Gone erschien am 26. März. Im September und Oktober 2010 spielten Lifehouse einige Konzerte in Deutschland. Im Juni 2011 spielte Lifehouse bei den Zwillingfestivals Rock am Ring und Rock im Park.
Im August 2011 kündigten Lifehouse auf ihrer offiziellen Facebook-Seite an, dass sie an ihrem sechsten Studioalbum arbeiten. Die erste Single des neuen Albums Almería trägt den Namen Between the Raindrops und wurde am 11. September 2012 veröffentlicht. Sie wurde zusammen mit Natasha Bedingfield, einer guten Freundin der Band, aufgenommen.

## Diskografie
Studioalben

| Jahr | Titel Musiklabel                           | Höchstplatzierung, Gesamtwochen, AuszeichnungChartplatzierungen (Jahr, Titel, Musiklabel, Platzierungen, Wochen, Auszeichnungen, Anmerkungen) | Höchstplatzierung, Gesamtwochen, AuszeichnungChartplatzierungen (Jahr, Titel, Musiklabel, Platzierungen, Wochen, Auszeichnungen, Anmerkungen) | Höchstplatzierung, Gesamtwochen, AuszeichnungChartplatzierungen (Jahr, Titel, Musiklabel, Platzierungen, Wochen, Auszeichnungen, Anmerkungen) | Höchstplatzierung, Gesamtwochen, AuszeichnungChartplatzierungen (Jahr, Titel, Musiklabel, Platzierungen, Wochen, Auszeichnungen, Anmerkungen) | Anmerkungen                                                  |
| Jahr | Titel Musiklabel                           | DE | AT | UK | US | Anmerkungen                                                  |
| ---- | ------------------------------------------ | --- | --- | --- | --- | ------------------------------------------------------------ |
| 2000 | No Name Face DreamWorks (UMG)              | DE55 (10 Wo.)DE | — | — | US6 ×2Doppelplatin · (73 Wo.)US | Erstveröffentlichung: 31. Oktober 2000 Verkäufe: + 2.210.000 |
| 2002 | Stanley Climbfall DreamWorks (UMG)         | DE65 (1 Wo.)DE | — | — | US7 (17 Wo.)US | Erstveröffentlichung: 17. September 2002                     |
| 2005 | Lifehouse Geffen Records (UMG)             | — | — | — | US10 Gold · (49 Wo.)US | Erstveröffentlichung: 22. März 2005 Verkäufe: + 507.500      |
| 2007 | Who We Are Geffen Records (UMG)            | — | — | — | US14 Gold · (76 Wo.)US | Erstveröffentlichung: 19. Juni 2007 Verkäufe: + 500.000      |
| 2010 | Smoke & Mirrors Geffen Records (UMG)       | DE38 (2 Wo.)DE | AT44 (1 Wo.)AT | — | US6 (20 Wo.)US | Erstveröffentlichung: 2. März 2010                           |
| 2013 | Almería Geffen Records (UMG)               | — | — | — | US55 (5 Wo.)US | Erstveröffentlichung: 11. Dezember 2013                      |
| 2015 | Out of the Wasteland Ironworks (Ironworks) | DE95 (1 Wo.)DE | — | — | US26 (1 Wo.)US | Erstveröffentlichung: 26. Mai 2015                           |